# Rostoklaty
Rostoklaty település Csehországban, a Kolíni járásban. Rostoklaty Černíky, Břežany II, Tismice, Tuklaty és Český Brod településekkel határos. Lakosainak száma 643 fő (2024. január 1.).

## Népesség
A település lakosságának változását az alábbi diagram mutatja:
| Lakosok száma | 493  | 570  | 613  | 476  | 441  | 402  | 506  | 528  | 585  | 643  |
|               | 1869 | 1890 | 1921 | 1950 | 1980 | 2001 | 2017 | 2019 | 2022 | 2024 |